# Ferrería Vella
Ferrería Vella es una aldea española situada en la parroquia de Seoane, del municipio de Folgoso de Caurel, en la provincia de Lugo, Galicia.

## Demografía
| Gráfica de evolución demográfica de Ferrería Vella entre 2000 y 2019 |
|                                                                      |
| Datos según el nomenclátor publicado por el INE.                     |